# Birgitta Onsell
Birgitta Sofia Onsell, född Arvidsson den 26 oktober 1925 i Vallstena församling, Gotlands län, död 15 juli 2012 i Mariestad, Västra Götalands län, var en svensk pedagog, författare och feminist.

## Biografi
Onsell tog småskollärarexamen 1945 och vidareutbildade sig 1966 till speciallärare för barn med läs- och skrivsvårigheter. Hon blev fil. kand. 1975 och 1975–1979 metodiklektor vid Lärarhögskolan i Göteborg.
Onsell skapade läromedel, rytmiska ramsor och stavningsverser för lågstadiet.  
Hennes böcker från 1985 och framåt handlar om gudinnor och gudinnereligion i forntiden, där hon hävdar att de gammaltestamentliga texternas nedvärdering av allt kvinnligt grundar sig i en medveten strategi att nedmontera en uråldrig bortglömd kvinnokult med en kärleksfull gudinna som värnade om allt levande.
Onsell ville inför den svenska nyöversättningen av Gamla Testamentet, i slutet av 1900-talet, att detta skulle förses med en "varningstext/förklaring" eftersom innehållet ofta är direkt kvinnofientligt och strider mot nutida värderingar vad gäller människosyn, jämlikhet och andra mänskliga rättigheter. Hennes önskan vann dock inget gehör. Hennes bok Avklädd Gud som kom 1999 är hennes svar på nyöversättningen av Gamla Testamentet.
Onsell var initiativtagare till Tealogerna och blev hedersordförande i föreningen. Tealogerna handlar om historien och religionen kring Gudinnan. Föreningen ser som sin uppgift att sprida kunskap om kvinnobilder i religionshistorien, att visa hur den nutida kulturens rötter och förändringar genom tiderna haft stor inverkan på dagens människosyn och att genom kunskap om det som varit kämpa för ett balanserat samhälle.
Birgitta Onsell är begravd på Östra begravningsplatsen i Mariestad.

### Sång- och vistexter
- Du är släkt med stjärnor. Musik: Rolf Gravé
- Ingen frågade dig. Musik: Per Bergström
- Just nu är det du. Musik: Per Bergström
- Du är släkt med stjärnor och nattviol. Musik: Per Bergström

## Priser och utmärkelser
- Årets väckarklocka 1998